# Панчишкина, Евгения Григорьевна
Евгения Григорьевна Панчишкина (рум. Evghenia Pancișchina; сентябрь 1922 — 13 мая 2025) — советская и молдавская медсестра, столетняя долгожительница Республики Молдова, участница Великой Отечественной войны.

## Биография
Уроженка Кишинёва, окончила женскую гимназию имени королевы Марии (Regina Maria) и медицинское училище. После начала Великой Отечественной войны ушла на фронт. Служила медсестрой на Волховском фронте, участвовала в обороне Ленинграда.
После войны работала медсестрой в кишинёвском родильном доме № 2 и Центре матери и ребенка. Работала вплоть до наступления 78 лет. Воспитала двоих детей, вырастила внуков и правнуков.
Столетний юбилей отметила в сентябре 2022 года.
В канун Дня Победы Евгения Григорьевна была госпитализирована в больницу. Скончалась 13 мая 2025 года. До своей смерти была среди шести живущих в Кишиневе ветеранов Великой Отечественной войны.

## Награды
- Орден Республики (5 мая 2017) — в знак высокого признания особых заслуг перед государством, за значительный вклад в укрепление ветеранского движения, активную деятельность по воспитанию молодого поколения в духе патриотизма и в связи с 72-й годовщиной победы над фашизмом в Великой Отечественной войне 1941-1945 годов[6][7]
- Медаль «В ознаменование 100-летия со дня рождения Владимира Ильича Ленина»[8]
- Медаль «За оборону Ленинграда»[8]
- Медаль «За победу над Германией в Великой Отечественной войне 1941-1945 гг.»[8]
- Медаль «Двадцать лет победы в Великой Отечественной войне 1941—1945 гг.»[8]
- Медаль «Тридцать лет Победы в Великой Отечественной войне 1941—1945 гг.»[8]
- Медаль «Ветеран труда»[8]
- Медаль «Сорок лет Победы в Великой Отечественной войне 1941—1945 гг.»[8]
- Медаль «50 лет Победы в Великой Отечественной войне 1941—1945 гг.»[8]
- Другие медали[8]